# Ortwin Buchbender
Ortwin Karl Buchbender (* 30. September 1938; † 26. Dezember 2021) war ein deutscher Historiker.

## Leben
Buchbender studierte Anglistik, Geschichte, Philosophie und Pädagogik in Köln und Hamburg, 1978 wurde er am Fachbereich Geschichtswissenschaft der Universität Hamburg mit der Dissertation Deutsche Propaganda gegen die Rote Armee im Zweiten Weltkrieg zum Dr. phil. promoviert. Er war zunächst als Lehrer für Englisch, Geschichte und Philosophie in Hamburg tätig.
Danach wechselte er in das Bundesministerium der Verteidigung nach Bonn, wo er u. a. Grundsatzreferent in den Stabsabteilungen I und III im Führungsstab der Streitkräfte war. Später wurde er Dozent an der Schule der Bundeswehr für Psychologische Verteidigung in Euskirchen. Bis zu seiner Pensionierung war er Leitender Wissenschaftlicher Direktor und Gruppenleiter Wissenschaftliche Grundlagenarbeit an der Nachfolgeeinrichtung Akademie der Bundeswehr für Information und Kommunikation in Strausberg. Seine Schwerpunkte lagen u. a. in den Bereichen Sicherheitspolitik, Friedens- und Konfliktforschung und Psychologische Kriegsführung.
Lehraufträge hatte er an Universitäten in Bonn, Münster und Berlin (TU) sowie in Rothenburg/Oberlausitz (Hochschule der Sächsischen Polizei) inne.
Buchbender starb 2021 im Alter von 83 Jahren.

## Schriften (Auswahl)
- mit Horst Schuh (Hrsg.): Heil Beil. Flugblattpropaganda im Zweiten Weltkrieg. Dokumentation und Analyse (= 	Militärpolitische Schriftenreihe. 10). Seewald, Stuttgart 1974, ISBN 3-512-00358-3.
- Das tönende Erz. Deutsche Propaganda gegen die Rote Armee im 2. Weltkrieg (= Militärpolitische Schriftenreihe. Bd. 13). Seewald, Stuttgart 1978, ISBN 3-512-00473-3.
- mit Reinhold Sterz (Hrsg.): Das andere Gesicht des Krieges. Deutsche Feldpostbriefe 1939–1945. Beck, München 1982, ISBN 3-406-08677-2. (2. Auflage 1983)
- mit Hartmut Bühl, Heinrich Quaden: Sicherheit und Frieden. Handbuch der weltweiten sicherheitspolitischen Verflechtungen. Militärbündnisse, Rüstungen, Strategien. Analysen zu den globalen und regionalen Bedingungen unserer Sicherheit. Mittler, Herford 1983, ISBN 3-8132-0172-4. (4. Auflage 2000: Wörterbuch zur Sicherheitspolitik. Mit Stichworten zur Bundeswehr von Ortwin Buchbender, Hartmut Bühl, Harald Kujat, Karl Heinz Schreiner und Oliver Bruzek unter Mitwirkung von Ernst-Christoph Meier und Heinrich Quaden)
- Die Waffe, die auf die Seele zielt. Psychologische Kriegführung 1939–1945. Motorbuch-Verlag, Stuttgart 1983, ISBN 3-87943-915-X.
- mit Reinhard Hauschild: Geheimsender gegen Frankreich. Die Täuschungsoperation „Radio Humanité“ 1940. Mittler, Herford 1984, ISBN 3-8132-0191-0.
- mit Günter Baadte, Armin Boyens (Hrsg.): Frieden stiften, die Christen zur Abrüstung. Eine Dokumentation (= Beck'sche schwarze Reihe. Bd. 287). Beck, München 1984, ISBN 3-406-09287-X.
- mit Gerhard Kupper: Spurensuche Frieden. Friedensethische und friedenspolitische Erklärungen der christlichen Kirchen seit dem zweiten Golfkrieg. Bernard und Graefe, Bonn 1996, ISBN 3-7637-5953-0.
- (Hrsg.): Günter Kießling: Staatsbürger und General. Blazek und Bergmann, Frankfurt am Main 2000, ISBN 3-9806536-7-6.
- mit Gerhard Arnold (Hrsg.): Kämpfen für die Menschenrechte. Der Kosovo-Konflikt im Spiegel der Friedensethik (= Schriften der Akademie der Bundeswehr für Information und Kommunikation. Bd. 25). Nomos Verlagsgesellschaft, Baden-Baden 2002, ISBN 3-7890-7880-8.